# بریل کانینگهام
بریل کانینگهام (انگلیسی: Beryl Cunningham؛ زادهٔ ۸ اوت ۱۹۴۶) بازیگر، خواننده و مدل اهل جامائیکا است که بیشتر در سینمای ایتالیا فعالیت داشته‌است.
از فیلم‌هایی که وی در آن‌ها نقش داشته‌است، می‌توان به دکامرون سیاه، ایزدمار، تارزانا، دختر وحشی، یک داستان عاشقانه، جزیره مردان ماهی‌نما و زشت، کثیف و بد اشاره نمود.